# Acrolophus angulatella
Acrolophus angulatella är en fjärilsart som beskrevs av Walsingham 1897. Acrolophus angulatella ingår i släktet Acrolophus och familjen Acrolophidae. Inga underarter finns listade i Catalogue of Life.